# Тонг, Росс
Росс Стюарт Тонг (англ. Ross Stuart Tong; род. 21 апреля 1961, Уонгануи, Манавату-Уангануи) — новозеландский гребец, выступавший за сборную Новой Зеландии по академической гребле в середине 1980-х годов. Бронзовый призёр летних Олимпийских игр в Лос-Анджелесе, победитель и призёр многих регат национального значения. Также известен как тренер и спортивный функционер.

## Биография
Росс Тонг родился 21 апреля 1961 года в городе Уонгануи, Новая Зеландия.
Сын известного новозеландского гребца Аллана Тонга, участника Олимпийских игр 1956 года в Мельбурне.
Занимался академической греблей в Гамильтоне, проходил подготовку в местном клубе Waikato Rowing Club.
Наибольшего успеха в своей спортивной карьере добился в сезоне 1984 года, когда вошёл в основной состав новозеландской национальной сборной и благодаря череде удачных выступлений удостоился права защищать честь страны на летних Олимпийских играх в Лос-Анджелесе. В составе четырёхместного рулевого экипажа, куда также вошли гребцы Кевин Лотон, Барри Мабботт, Дон Саймон и рулевой Бретт Холлистер, финишировал в главном финале третьим позади команд из Великобритании и США — тем самым завоевал бронзовую олимпийскую медаль.
После лос-анджелесской Олимпиады Тонг ещё в течение некоторого времени оставался в составе гребной команды Новой Зеландии и продолжал принимать участие в крупнейших международных регатах. Так, в 1985 году он выступил на чемпионате мира в Хазевинкеле, но на сей раз попасть в число призёров не смог — в распашных четвёрках без рулевого пришёл к финишу четвёртым. Тонг в общей сложности пять раз становился чемпионом Новой Зеландии по академической гребле в различных распашных дисциплинах.
Помимо занятий спортом служил в полиции. Некоторое время работал тренером по гребле в оклендском Королевском колледже. В настоящее время занимает должность директора по спорту в Колледже Святого Иоанна в Гамильтоне.